# Вінченцо Чараволо
Вінченцо Чараволо (італ. Vincenzo Ciaravolo, 21 листопада 1919 року, Торре-дель-Греко - 21 жовтня 1940 року, Червоне море ) - італійський моряк, посмертно нагороджений Золотою медаллю «За військову доблесть» під час Другої світової війни.

## Біографія
Вінченцо Чараволо народився 21 листопада 1919 року в Торре-дель-Греко, (Кампанія) в сім'ї моряка. Поступив у торговий флот, де на борту пароплава «Ломбардія» брав 
участь в деяких операціях  італо-ефіопської війни та в громадянської війни в Іспанії.
15 грудня 1939 року був призваний на військову службу, яку проходив на борту есмінця «Франческо Нулло» у Червоному морі.
Після декількох невдалих вилазок, під час яких не було зустрічі з ворогом, «Франческо Нулло» був залучений до атаки на конвой «BN 7» уночі 20 жовтня 1940 року, разом з однотипним «Надзаріо Сауро» та есмінцями «Леоне» і «Пантера» з 5-ї ескадри есмінці, яка також базувалась в Массауа.
Зустрівши конвой, «Франческо Нулло» атакував його, але незабаром у нього заклинило стернове керування, і він був пошкоджений вогнем крейсера «Ліндер». Пізніше його переслідував есмінець «Кімберлі», який зрештою і потопив «Франческо Нулло» поблизу острова Харміль. 
За наказом капітана корабля Костантіно Борсіні екіпаж покинув корабель. Проте згодом «Франческо Нулло» був торпедований есмінцем «Кімберлі». Вінченцо Чараволо загинув разом з Костантіно Борсіні.
Обоє посмертно були нагороджені «Золотою медаллю за військову доблесть».

## Нагороди
- Золота медаль «За військову доблесть»